# 霍夫斯泰德文化维度理论
霍夫斯泰德文化维度理论（Hofstede's cultural dimensions theory）是荷兰心理学家吉尔特·霍夫斯泰德提出的用来解釋不同国家文化差异的理论框架。他认为文化是在一个环境下人们共同拥有的心理程序，能将一群人与其他人区分开来。他通过因素分析，将不同文化间的差异归纳为六个基本的文化价值观维度。

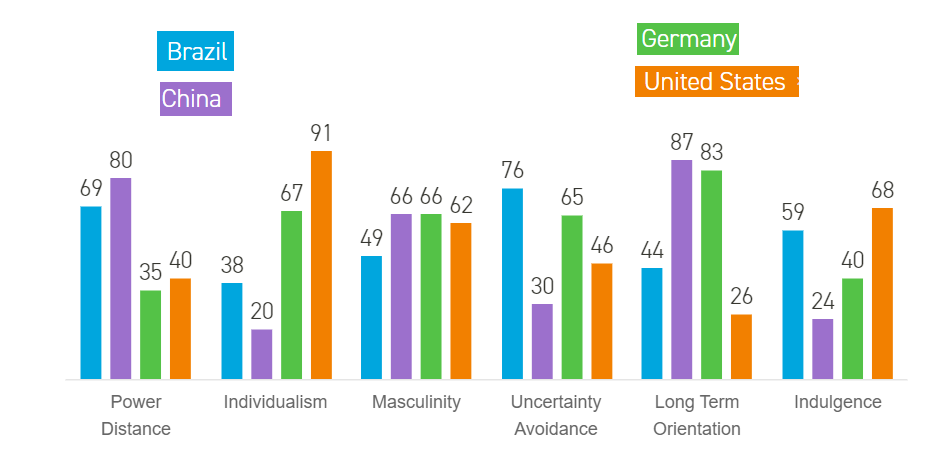
在霍夫斯泰德文化维度理论的六个维度上，对美国，中国，德国和巴西四个国家进行比较，

霍夫斯泰德的工作建立了跨文化心理学的主要研究传统，也被许多与国际商务和传播有关的领域的研究人员和顾问所借鉴。该理论已在多个领域广泛，特别是在跨文化心理学、国际管理和跨文化交流中，用作研究范式。它仍然是跨文化领域的主要资源。它激发了许多其他重大的跨文化价值研究，以及对文化其他方面的研究，例如社会信仰。

## 概述
这项研究最初是根据1960年代到1970年代IBM一项大规模全球范围内问卷调查的数据进行分析得到的。一开始霍夫斯泰德将不同文化的价值观取向分为四个基本维度：权力距离、个人主义、不确定性规避与男性化。
1991年，根据香港中文大学迈克尔·邦德（Michael Bond）教授对东西方文化对比的研究成果，霍夫斯泰德增加了能反应儒家化价值观的第五个维度：长期导向。而在2010年，根据迈克尔·明科夫（Micheal Minkov）对世界价值观调查（World Values Survey）数据的分析结果，霍夫斯泰德又为这一模型增加了第六个维度：放任与约束。

## 文化维度
霍夫斯泰德文化维度理论的六个文化价值观维度为：
- 权力距离指数（power distance index，缩写为PDI）：指在家庭、公司、社区等组织机构中地位较低的成员对于权力分配不平等的接受程度。在权力距离指数高的社會，地位较低的成员更傾向於服從地位较高的成员的命令，而同樣的情形在指数低的社會，則需要合理化命令。
- 个人主义（individualism，缩写为IDV）：与集体主义相对，指个人融入集体的程度，個人主義以個體的利益優先，常見於西方文化，集體主義則看重整體，注重群體的利益、秩序與存續，常見於東亞文化。
- 不确定性规避指数（uncertainty avoidance index，缩写为UAI）：指社会能在多大程度上容忍未來的不确定性。對不確定性规避指数高的社會，會更努力想控制未來的不确定性，習慣照章辦事，對非正規的行為諸多限制，在宗教與哲學上傾向相信絕對真理與完整理論；而规避指数低的社會則對變化更順其自然，習慣變通辦事，對非正規的行為不多加限制，在宗教與哲學上傾向相信真理是相對的與經驗主義。
- 男性化（masculinity，缩写为MAS）：与女性化（femininity）相对，指人们（不论男女）注重成就與完成任務，更富有竞争精神，自信与野心，注重财富和社会资源的积累，而女性化社会則注重人際关系，重視合作，照顧弱者和生活的品質。
- 长期导向（long-term orientation，缩写为LTO）：最初名为“儒家动力”（Confucian dynamism）。长期导向指生命中的大事發生在未來而不是正在或已經發生，好人善於適應環境，善惡視環境而定而非有普世標準，傳統可以隨環境改變而非神聖不可更動，重視勤儉儲蓄，以及有羞恥心。
- 放任与约束（indulgence vs. restraint，缩写为IVR）：指社会成员在多大程度上意图控制自身的欲望。